# Binario (brano musicale)
Binario è uno noto brano musicale del 1959 scritto ed interpretato da Claudio Villa.

## Storia
Il brano, segna nel 1959 il debutto come cantautore di Claudio Villa che vinse in coppia con Nilla Pizzi la prima edizione del Festival di Barcellona.

## Filmografia
Il brano viene riprodotto nel lungometraggio Bianco, rosso e Verdone diretto da Carlo Verdone accompagnando il personaggio di Pasquale Amitrano al suo rientro in Italia.